# Georges Louis Marie Dumont de Courset
Georges Louis Marie Dumont de Courset, född 16 september 1746 i Boulogne-sur-Mer, död 3 september 1824 i Courset, var en fransk botaniker och agronom.
Auktorsnamnet Dum.Cours. kan användas för Georges Louis Marie Dumont de Courset i samband med ett vetenskapligt namn inom botaniken; se Wikipediaartiklar som länkar till auktorsnamnet.